# Karl Decker (piłkarz)
Karl Decker (ur. 5 września 1921 w Wiedniu, zm. 27 września 2005 tamże) – austriacki piłkarz grający na pozycji ofensywnego pomocnika lub napastnika. W swojej karierze rozegrał 8 meczów i strzelił 7 goli w reprezentacji Niemiec oraz rozegrał 25 meczów i strzelił 19 goli w reprezentacji Austrii.

## Kariera klubowa
Swoją karierę piłkarską Decker rozpoczął w klubie First Vienna. W 1938 roku awansował do kadry pierwszego zespołu i w sezonie 1938/1939 zadebiutował w nim w austriackiej lidze. W debiutanckim sezonie stał się podstawowym zawodnikiem First Vienna. W sezonach 1941/1942, 1942/1943 i 1943/1944 wywalczył z First Vienna trzy z rzędu mistrzostwa Austrii. W First Vienna występował do końca sezonu 1951/1952. Rozegrał w tym klubie 229 meczów i zdobył w nich 255 goli.
W 1952 roku Decker przeszedł do drugoligowego wówczas Sturmu Graz. Po dwóch latach gry w nim odszedł do francuskiego FC Sochaux-Montbéliard. Z kolei w latach 1956-1958 był grającym trenerem szwajcarskiego FC Grenchen, w którym zakończył karierę.
| Sezon   | Klub                   | Kraj       | Rozgrywki      | Mecze | Bramki |
| ------- | ---------------------- | ---------- | -------------- | ----- | ------ |
| 1938/39 | First Vienna           | Austria    | Bundesliga     | 14    | 10     |
| 1939/40 | First Vienna           | Austria    | Bundesliga     | 14    | 10     |
| 1940/41 | First Vienna           | Austria    | Bundesliga     | 15    | 12     |
| 1941/42 | First Vienna           | Austria    | Bundesliga     | 14    | 18     |
| 1942/43 | First Vienna           | Austria    | Bundesliga     | 17    | 32     |
| 1943/44 | First Vienna           | Austria    | Bundesliga     | 14    | 33     |
| 1944/45 | First Vienna           | Austria    | Bundesliga     | 8     | 10     |
| 1945/46 | First Vienna           | Austria    | Bundesliga     | 20    | 30     |
| 1946/47 | First Vienna           | Austria    | Bundesliga     | 17    | 15     |
| 1947/48 | First Vienna           | Austria    | Bundesliga     | 17    | 15     |
| 1948/49 | First Vienna           | Austria    | Bundesliga     | 17    | 17     |
| 1949/50 | First Vienna           | Austria    | Bundesliga     | 23    | 22     |
| 1950/51 | First Vienna           | Austria    | Bundesliga     | 19    | 19     |
| 1951/52 | First Vienna           | Austria    | Bundesliga     | 20    | 12     |
| 1952/53 | Sturm Graz             | Austria    | Erste Liga     | 13    | 7      |
| 1953/54 | Sturm Graz             | Austria    | Erste Liga     | 22    | 11     |
| 1954/55 | FC Sochaux-Montbéliard | Francja    | Division 1     | 22    | 9      |
| 1955/56 | FC Sochaux-Montbéliard | Francja    | Division 1     | 15    | 6      |
| 1956/57 | FC Grenchen            | Szwajcaria | Nationalliga B | 0     | 0      |
| 1957/58 | FC Grenchen            | Szwajcaria | Nationalliga B | 1     | 0      |

## Kariera reprezentacyjna
W reprezentacji Niemiec Decker zadebiutował 18 stycznia 1942 roku w wygranym 2:0 towarzyskim meczu z Chorwacją, rozegranym w Zagrzebiu. W 66. minucie tego meczu strzelił swojego pierwszego gola w kadrze Niemiec. W kadrze Niemiec rozegrał łącznie 8 meczów (wszystkie w 1942 roku) i strzelił w nich 7 bramek.
W reprezentacji Austrii Decker zadebiutował 19 sierpnia 1945 roku w przegranym 0:2 towarzyskim meczu z Węgrami, rozegranym w Budapeszcie. W 1948 roku był w kadrze Austrii na Igrzyskach Olimpijskich w Londynie. Od 1945 do 1952 roku rozegrał w reprezentacji 25 meczów, w których zdobył 19 goli.

## Kariera trenerska
W sezonie 1951/1952 Decker był grającym trenerem First Vienna. Następnie w latach 1952-1954 pełnił tę samą funkcję w Sturmie Graz, a w latach 1954-1956 w szwajcarskim FC Grenchen. W 1958 roku został selekcjonerem reprezentacji Austrii. W 1964 roku odszedł ze stanowiska. W sezonie 1968/1969 był trenerem Rapidu Wiedeń. Doprowadził Rapid do zdobycia Pucharu Austrii.